# Kubok Ukraïny 2024-2025
La Kubok Ukraïny 2024-2025 (in ucraino Кубок України?), conosciuta anche come vbet Кубок України per ragioni di sponsorizzazione, è stata la 33ª edizione della Coppa d'Ucraina. È iniziata il 3 agosto 2024 ed è terminata il 14 maggio 2025.
La competizione è stata vinta dallo Šachtar, già detentore della scorsa edizione e alla sua quindicesima coppa nazionale.

## Calendario
| Fase              | Turno            | Sorteggio       | Data              |
| ----------------- | ---------------- | --------------- | ----------------- |
| Turni preliminari | Primo turno      | 26 luglio 2024  | 3 agosto 2024     |
| Turni preliminari | Secondo turno    | 5 agosto 2024   | 12 agosto 2024    |
| Turni preliminari | Terzo turno      | 14 agosto 2024  | 21-22 agosto 2024 |
| Fase finale       | Ottavi di finale | 28 agosto 2024  | 30 ottobre 2024   |
| Fase finale       | Quarti di finale | 1 novembre 2024 | 2 aprile 2025     |
| Fase finale       | Semifinali       | 23 aprile 2025  | 23 aprile 2025    |
| Fase finale       | Finale           | 14 maggio 2025  | 14 maggio 2025    |

## Squadre partecipanti
La competizione si svolge su sette turni ad eliminazione a gara secca. Sono 49 le squadre qualificate al torneo:
| Prem"jer-liha 16 squadre della Prem"jer-liha 2024-2025 | Perša Liha 18 squadre della Perša Liha 2024-2025 | Druha Liha 13 squadre della Druha Liha 2024-2025 | Squadre del Campionato Amatoriale Ucraino 2024-2025. |
| - Čornomorec' - Dinamo Kiev - Inhulec' - Karpaty L'viv - Kolos Kovalivka - Kryvbas Kryvyj Rih - Livyj Bereh - LNZ Čerkasy - Obolon' - Oleksandrija - Polіssja Žytomyr - Ruch L'viv - Šachtar - Veres Rivne - Vorskla - Zorja | - Ahrobiznes Voločys'k - Bukovyna Černivci - Chust - Dinaz Vyšhorod - Epicentr - FSC Mariupol' - Kremin' Kremenčuk - Kudrivka - Metalist - Metalist 1925 - Metalurh Zaporižžja - Mynaj - Nyva Ternopil' - Podillja - Prykarpattja - SC Poltava - UCSA - Viktorija Sumy | - Čajka Petropav. Borščahiv. - Černihiv - Hirnyk-Sport - Kulykiv - Lokomotyv Kiev - Nyva Vinnycja - Probij Horodenka - Real Farma Odessa - Revera 1908 - Skala 1911 Stryj - Trostjanec' - Užhorod - Vil'chivci | - Mykolaïv - Olimpija Savynci                        |

## Partite

### Turni preliminari

#### Primo turno
Partono dal primo turno:
- 17 società della Perša Liha 2024-2025
- 13 società della Druha Liha 2024-2025
- 2 società del Campionato Amatoriale Ucraino 2024-2025

| Squadra 1         | Risultato       | Squadra 2                  |
| ----------------- | --------------- | -------------------------- |
| 3 agosto 2024     |                 |                            |
| Vil'chivci        | 0 – 0 (5-6 dtr) | Metalist                   |
| Skala 1911 Stryj  | 2 – 0           | Epicentr                   |
| Užhorod           | 0 – 4           | Prykarpattja               |
| Nyva Ternopil'    | 1 – 1 (3-4 dtr) | Bukovyna Černivci          |
| Mykolaïv          | 1 – 0           | Ahrobiznes Voločys'k       |
| Revera 1908       | 2 – 2 (2-4 dtr) | Podillja                   |
| Kulykiv           | 0 – 0 (4-2 dtr) | Nyva Vinnycja              |
| Černihiv          | 1 – 0           | Čajka Petropav. Borščahiv. |
| Dinaz Vyšhorod    | 1 – 2           | Kudrivka                   |
| Lokomotyv Kiev    | 1 – 4           | Metalist 1925              |
| Real Farma Odessa | 0 – 3           | UCSA                       |
| Viktorija Sumy    | 1 – 0           | Metalurh Zaporižžja        |
| Hirnyk-Sport      | 3 – 1           | FSC Mariupol'              |
| Trostjanec'       | 0 – 1           | SC Poltava                 |
| 4 agosto 2023     |                 |                            |
| Olimpija Savynci  | 2 – 0           | Kremin' Kremenčuk          |
| Probij Horodenka  | 4 – 0           | Chust                      |

#### Secondo turno
Partono dal secondo turno:
- Vincenti del primo turno
- 1 società della Prem"jer-liha 2024-2025 (Livyj Bereh)
- 1 società della Perša Liha 2024-2025 (Mynaj)

| Squadra 1        | Risultato       | Squadra 2         |
| ---------------- | --------------- | ----------------- |
| 11 agosto 2024   |                 |                   |
| Mykolaïv         | 3 – 1           | Metalist          |
| 12 agosto 2024   |                 |                   |
| Černihiv         | 0 – 1           | Viktorija Sumy    |
| Metalist 1925    | 5 – 3 (dts)     | SC Poltava        |
| Skala 1911 Stryj | 1 – 3           | Mynaj             |
| Podillja         | 0 – 1           | UCSA              |
| Prykarpattja     | 0 – 1           | Bukovyna Černivci |
| Probij Horodenka | 2 – 2 (4-3 dtr) | Kulykiv           |
| 13 agosto 2024   |                 |                   |
| Kudrivka         | 3 – 2           | Livyj Bereh       |
| Olimpija Savynci | 4 – 2           | Hirnyk-Sport      |

#### Terzo turno
Partono dal terzo turno:
- Vincenti del secondo turno
- Sette squadre della Prem"jer-liha 2024-2025[4]

| Squadra 1        | Risultato       | Squadra 2         |
| ---------------- | --------------- | ----------------- |
| 21 agosto 2024   |                 |                   |
| Mynaj            | 0 – 2           | Viktorija Sumy    |
| Karpaty          | 3 – 0           | Čornomorec'       |
| Probij Horodenka | 2 – 2 (4-2 dtr) | Inhulec'          |
| Kolos Kovalivka  | 0 – 0 (4-5 dtr) | Obolon'           |
| Olimpija Savynci | 1 – 4           | Zorja             |
| Mykolaïv         | 1 – 2           | Bukovyna Černivci |
| 22 agosto 2024   |                 |                   |
| Kudrivka         | 0 – 4           | UCSA              |
| Metalist 1925    | 0 – 4           | Veres Rivne       |

### Fase finale

#### Ottavi di finale
| Squadra 1        | Risultato       | Squadra 2          |
| ---------------- | --------------- | ------------------ |
| 29 ottobre 2024  |                 |                    |
| Ruch L'viv       | 1 – 0           | Karpaty            |
| 30 ottobre 2024  |                 |                    |
| UCSA             | 1 – 4           | Oleksandrija       |
| Probij Horodenka | 0 – 1           | Bukovyna Černivci  |
| Veres Rivne      | 2 – 1 (dts)     | Obolon'            |
| Viktorija Sumy   | 2 – 2 (3-1 dtr) | LNZ Čerkasy        |
| Vorskla          | 1 – 2 (dts)     | Dinamo Kiev        |
| Šachtar          | 1 – 0           | Zorja              |
| Polіssja Žytomyr | 2 – 1           | Kryvbas Kryvyj Rih |

#### Quarti di finale
| Squadra 1         | Risultato   | Squadra 2        |
| ----------------- | ----------- | ---------------- |
| 1º aprile 2025    |             |                  |
| Bukovyna Černivci | 2 – 1       | Viktorija Sumy   |
| 2 aprile 2025     |             |                  |
| Oleksandrija      | 0 – 1 (dts) | Šachtar          |
| Ruch L'viv        | 0 – 1       | Dinamo Kiev      |
| Veres Rivne       | 0 – 1 (dts) | Polіssja Žytomyr |

#### Semifinali
| Squadra 1         | Risultato   | Squadra 2   |
| ----------------- | ----------- | ----------- |
| 23 aprile 2025    |             |             |
| Bukovyna Černivci | 1 – 4       | Dinamo Kiev |
| Polіssja Žytomyr  | 0 – 1 (dts) | Šachtar     |

#### Finale
| Arbitro: | Balakin (Kiev) |

|                                                 |                      |                                                           |
| Kauã Elias 64’                                  | Marcatori            | 43’ Jarmolenko                                            |
| Nazaryna Alisson Kevin Kauã Elias Ghram Kryskiv | Tiri di rigore 6 – 5 | Vanat Bražko Pichal'onok Vivčarenko Mychajlenko Karavajev |

## Classifica marcatori
| Gol |  |  | Giocatore      | Squadra           |
| --- |  |  | -------------- | ----------------- |
| 4   |  |  | Bohdan Odynčak | Probij Horodenka  |
| 3   |  |  | Bohdan Bojčuk  | Bukovyna Černivci |
| 3   |  |  | Roman Debelko  | UCSA              |
| 3   |  |  | Ihor Košman    | Olimpija Savynci  |
| 3   |  |  | Ari Moura      | Metalist 1925     |